# پولپی

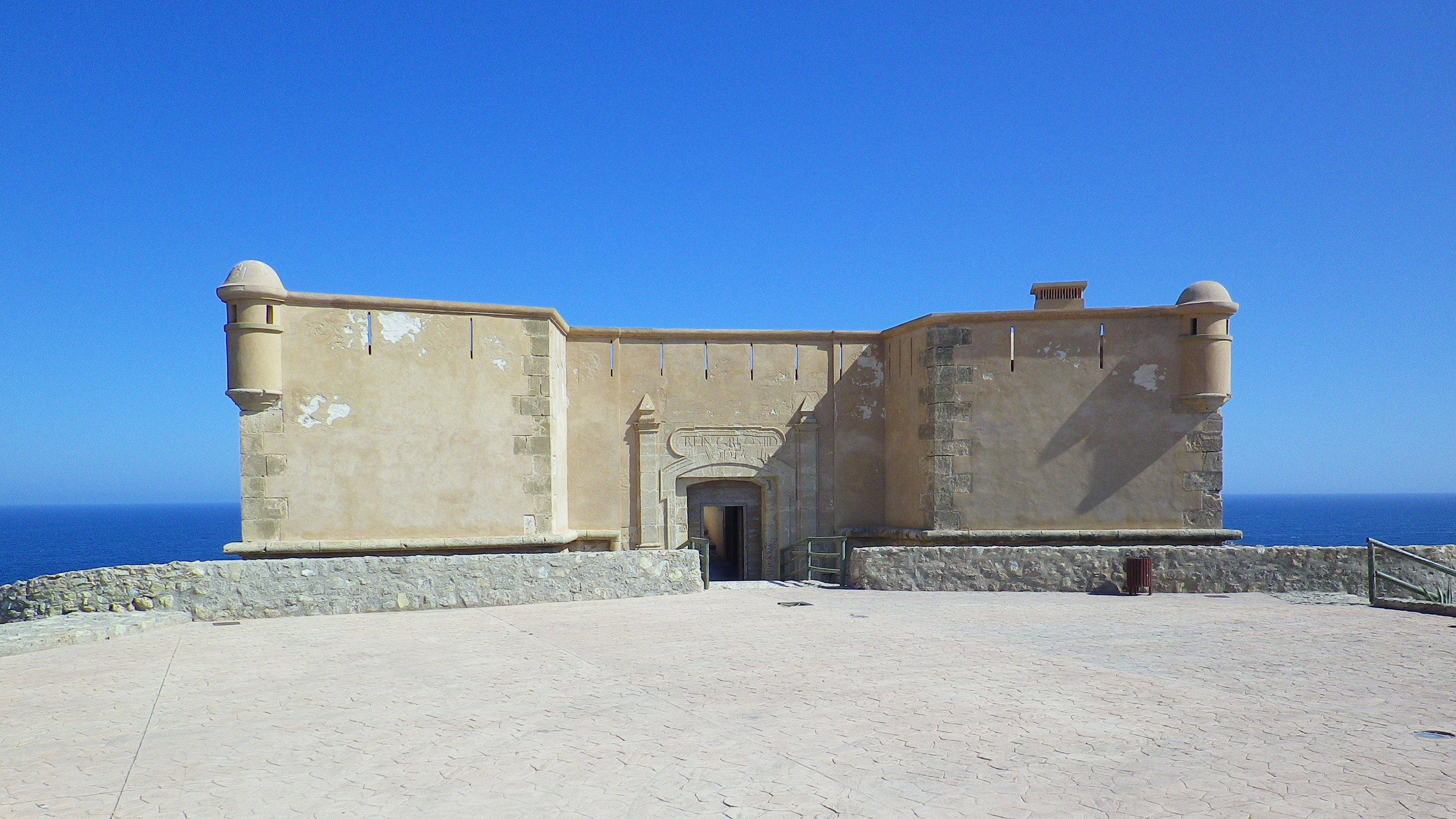
نمایی از قلعهٔ باستانی «سَن خوان د لس ترروس» در دهستان پولپی، استان آلمریای اسپانیا - ۲۰۱۴

پولپی دهستانی در استان آلمریای اسپانیا است.
در این دهستان ۶٬۴۹۲ نفر زندگی می‌کنند. مساحت این دهستان ۹۶ کیلومتر مربع است.